# Naukograd
Naukograd (russisch наукогра́д, wörtlich „Wissenschaftsstadt“) ist in Russland ein Status, den gegenwärtig 14 Orte offiziell und rund 55 inoffiziell besitzen. Charakteristisch für einen Naukograd ist die hohe Konzentration wissenschaftlicher Forschungs- und/oder Produktionseinrichtungen auf seinem Gebiet.

## Allgemeine Beschreibung
Naukograd als eigenständiger Begriff entstand Anfang der 1990er-Jahre mit der Etablierung eines gemeinnützigen Vereins in der Stadt Schukowski zur Förderung und Entwicklung von Wissenschaftsstandorten. Heute heißt dieser Verein Bund zur Entwicklung der Naukograds Russlands (Союз развития наукоградов России) und beherbergt unter seiner Schirmherrschaft rund 70 Städte, Siedlungen städtischen Typs, Stadtteile und ländliche Ortschaften. Seit der Verabschiedung des föderalen Gesetzes „über den Status eines Naukograds“ am 7. April 1999 wird der Naukograd-Status einem Ort, der in dieser Hinsicht bestimmte Kriterien erfüllt, offiziell durch die Regierung der Russischen Föderation befristet vergeben. Gemäß Artikel 8 dieses Gesetzes haben Naukograds Anspruch auf staatliche Subventionen zur Förderung ihrer wissenschaftlichen Einrichtungen und der dazugehörigen Infrastruktur. 2008 besaßen insgesamt 14 Städte diesen Status gemäß dem Naukograd-Gesetz, davon lagen neun in der Oblast Moskau.
Allen Naukograds ist die hohe Spezialisierung der städtischen Wirtschaft auf Forschung und Entwicklung gemein. So muss ein Ort gemäß Gesetz mindestens 50 % seiner gesamten Wirtschaftsleistung im wissenschaftlich-technischen Bereich produzieren, um den Status erhalten zu können, zudem müssen mindestens 15 % der Erwerbstätigen in den örtlichen Organisationen des Wissenschaftssektors beschäftigt sein. Im Allgemeinen erhalten solche Städte den Naukograd-Status, in denen Forschung in bestimmten als zukunftsweisend und strategisch wichtig eingestuften Fachgebieten betrieben wird, so unter anderem in Kerntechnik, Luft- und Raumfahrt, Chemie oder Biotechnologie.

## Liste der Naukograde
Offiziell haben in Russland die folgenden Orte den Naukograd-Status:
- Bijsk (seit 2005)
- Dubna (seit 2001)
- Frjasino (seit 2003)
- Kolzowo (seit 2003)
- Koroljow (seit 2001)
- Mitschurinsk (seit 2003)
- Obninsk (seit 2000)
- Peterhof (seit 2005)
- Protwino (seit 2008)
- Puschtschino (seit 2005)
- Reutow (seit 2003)
- Schukowski (seit 2007)
- Troizk (seit 2007)
- Tschernogolowka (seit 2008)